# تان فرانس
تان فرانس (بالإنجليزية: Tan France)‏ (20 أبريل 1983 في دونكاستر) هو مقدم تلفزيوني ومصمم أزياء بريطاني أمريكي من أصول باكستانية.
```
ويعتبر من أوائل الرجال 
المثليين
 من جنوب آسيا اللذين أشهروا مثليتهم في عرض إعلامي كبير، كما أنه من أوائل المثليين المسلمين على التلفزيون الغربي، وذلك كخبير أزياء في شركة 
نتفليكس
 في مسلسل 
كوير آي
. وقد أصدر 
مذكراته
 "Naturally Tan" في يونيو 2019.
[
4
]
```

## وصلات خارجية
- تان فرانس على موقع IMDb (الإنجليزية)
- تان فرانس على موقع ألو سيني (الفرنسية)
- تان فرانس على موقع ميوزك برينز (الإنجليزية)
- تان فرانس على موقع قاعدة بيانات الفيلم (الإنجليزية)